# Список фільмів, дія яких відбувається в Києві
Список фільмів, дія яких відбувається в Києві об’єднує фільми, події у яких відбуваються в Києві.
| Мова                                         | Назва                    | Режисер | Рік  | Історичний період та контекст                  |
| -------------------------------------------- | ------------------------ | --- | ---- | ---------------------------------------------- |
| Англійська                                   | Тенет                    | Крістофер Нолан                                                                                              | 2020 |                                                |
| Англійська                                   | Незаперечний 4           | Тодор Чапканов                                                                                               | 2017 |                                                |
| Російська                                    | Помаранчеве небо         | Олександр Кірієнко                                                                                           | 2006 | Помаранчева революція 2004 року                |
| Російська, французька                        | Схід – Захід             | Режис Варньє                                                                                                 | 1999 | Події кінця 1940-х років                       |
| Російська                                    | Київський торт           | Олексій Шапарєв                                                                                              | 2014 |                                                |
| Українська, російська, англійська            | Стрімголов               | Марина Степанська                                                                                            | 2017 |                                                |
| Німий                                        | Арсенал                  | Олександр Довженко                                                                                           | 1929 | Січневе повстання 1918 року                    |
| Англійська, німецька                         | Розплата                 | Джон Медден                                                                                                  | 2010 |                                                |
| Англійська                                   | Шестеро поза законом     | Майкл Бей | 2019 |                                                |
| Російська                                    | Київські мелодії         | Ігор Самборський                                                                                             | 1967 |                                                |
| Німецька, російська                          | Бабин Яр                 | Джеф Кенью                                                                                                   | 2003 | Різанина в Бабиному Яру 29 і 30 вересня 1941р. |
| Французька                                   | Останній найманець       | Девід Шархон                                                                                                 | 2021 |                                                |
| Литовська, українська, російська, французька | Іній                     | Шарунас Бартас                                                                                               | 2017 | Війна на сході України                         |
| Російська                                    | Про що говорять чоловіки | Дмитро Дьяченко                                                                                              | 2010 |                                                |
| Англійська                                   | Щоденники Чорнобиля      | Бредлі Паркер                                                                                                | 2012 |                                                |
| Англійська                                   | Евіленко                 | Девід Гріко                                                                                                  | 2004 |                                                |
| Англійська                                   | Крід II                  | Стівен Кейпл молодший                                                                                        | 2018 |                                                |
| Англійська                                   | Тарас Бульба             | Джон Лі Томпсон                                                                                              | 1962 |                                                |
| Англійська                                   | Посередник               | Джон Франкенгаймер                                                                                           | 1968 |                                                |
| Українська                                   | Літа молодії             | Олексій Мішурин                                                                                              | 1959 |                                                |
| Російська                                    | Ілюзія страху            | Олександр Кірієнко                                                                                           | 2008 |                                                |
| Англійська                                   | Спадок брехні            | Адріан Бол                                                                                                   | 2020 |                                                |
| Англійська                                   | Гіркі жнива              | Джордж Менделюк                                                                                              | 2017 |                                                |
| Російська                                    | Вікінг                   | Андрій Кравчук                                                                                               | 2016 |                                                |
| Російська, українська, німецька              | Матч                     | Андрій Малюков                                                                                               | 2012 |                                                |
| Англійська, українська                       | Легка, мов пір'їнка      | Андрій Рожен                                                                                                 | 2012 |                                                |
| Англійська, українська, сербська             | Стукачка                 | Лариса Кондрацька                                                                                            | 2010 |                                                |
| Російська                                    | Самотній за контрактом   | Євген Матвієнко                                                                                              | 2014 |                                                |
| Російська, українська                        | Закохані у Київ          | Ілля Власов, Валерій Бебко, Денис Гамзінов, Артем Сємакін, Ольга Гібелінда, Тарас Ткаченко, Олег Борщевський | 2011 |                                                |
| Німецька                                     | Блакитний місяць         | Андреа Марія Дузл                                                                                            | 2002 |                                                |
| Українська, суржик                           | За двома зайцями         | Віктор Іванов                                                                                                | 1961 |                                                |
| Російська, англійська, арабська              | Інді                     | Олександр Кірієнко                                                                                           | 2007 |                                                |